# تری‌کلوسان
تری‌کلوسان (به انگلیسی: Triclosan) با فرمول شیمیایی C12H7Cl3O2 یک ترکیب شیمیایی با شناسهٔ پاب‌کم ۵۵۶۴ و جرم مولی ۲۸۹٫۵۴ گرم بر مول است. شکل ظاهری این ترکیب، پودر سفید است. تری‌کلوسان ماده‌ای ضدمیکروب است که به منظور پیشگیری از آلودگی‌های باکتریایی و قارچی یا کاهش این آلودگی‌ها، به محصولات آرایشی و بهداشتی افزوده می‌شود.
تری‌کلوسان یا TCS در دههٔ ۱۹۶۰ میلادی به‌طور گسترده مورد استفاده قرار گرفت. از آنجایی که این ماده هیچ مزیت خاصی برای مصرف‌کننده نداشته و ریسک مقاومت ضدمیکروبی در بدن را افزایش می‌دهد، سازمان غذا و داروی آمریکا (FDA) در سال ۲۰۱۷ استفاده از تری‌کلوسان در محصولات شوینده و بهداشتی را ممنوع اعلام کرد.
تری‌کلوسان، به دلیل خواص ضد قارچ، ضد باکتری و ضدمیکروب، در طیف وسیعی از محصولات آرایشی، بهداشتی، صابون‌ها، مواد شوینده، خمیردندان‌ها، مواد ضدعفونی‌کننده، و حتی اسباب‌بازی‌ها به‌کار رفته و از ایجاد آلودگی در این محصولات جلوگیری می‌کند.
در ابتدا تصور می‌شد، تری‌کلوسان ماده‌ای مفید و بی‌ضرر است، اما به مرور زمان، مشخص شد که مصرف تری‌کلوسان، تهدیدی جدی برای سلامتی مصرف‌کنندگان به‌شمار می‌رود.